# Piano di volo

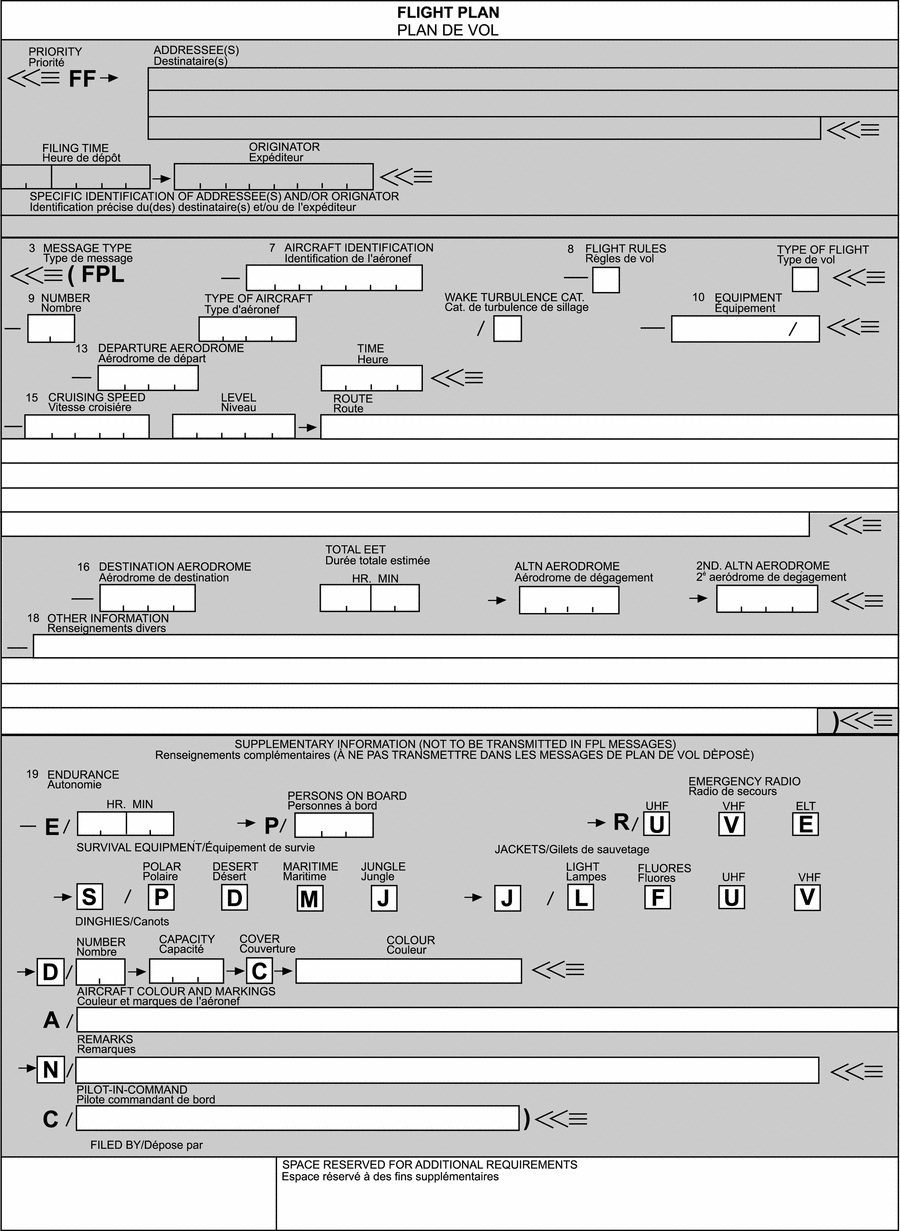
ICAO mod. 1 C.T.A. - Flight Plan

Il piano di volo è un documento compilato dal pilota o dal flight dispatcher e presentato agli enti ATC con lo scopo di rendere note agli stessi le informazioni riguardo ad un volo che si vuole effettuare.

## Presentazione
La presentazione di un piano di volo all'ente ATS può risultare facoltativa o obbligatoria; i diversi casi sono stati stabiliti internazionalmente dall'ICAO nell'annesso 2, mentre in Italia sono state apportate delle varianti descritte nell'AIP Italia.

### ICAO
L'ICAO stabilisce che la presentazione di un piano di volo è obbligatoria per:
1. qualsiasi volo, o sua parte, che usufruisce del servizio di controllo;
2. qualsiasi volo IFR condotto entro spazi aerei a servizio consultivo;
3. qualsiasi volo entro aree o lungo rotte designate, quando così richiesto dalla competente autorità per assicurare più agevolmente i servizi di informazione, di allarme, e di ricerca e soccorso;
4. qualsiasi volo entro aree o lungo rotte designate, quando così richiesto dalla competente autorità per facilitare il coordinamento con i reparti militari appropriati o con gli enti ATS degli stati confinanti, al fine di evitare possibili interventi di intercettazione a scopo di identificazione;
5. qualsiasi volo che attraversa i confini di stato.

### Italia
Un piano di volo deve essere presentato prima di operare:
- Un volo o parte di volo con l’assistenza del servizio di controllo del traffico aereo;
- Qualsiasi volo, attraverso i confini internazionali, ad eccezione dei voli che attraversano i confini internazionali tra Italia e Repubblica di San Marino;
- Qualsiasi volo programmato per operare di notte, se lascia le vicinanze di un aeroporto;
- Voli all’interno o penetrando in aree o lungo rotte designate, come pubblicato nelle pertinenti sezioni AIP.

Non è obbligatorio per:
1. voli VFR degli aeromobili che operano di giorno con origine e destinazione nel territorio nazionale, senza scalo intermedio in territorio estero, purché l'aeromobile sia munito di idoneo apparato trasmittente per la localizzazione di emergenza (ELT);
2. voli VFR che decollano ed atterrano sullo stesso aeroporto non sede di ente ATS;
3. voli VFR che decollano da aeroporto non sede di ATS e sono diretti su aeroporto non sede di ente ATS ed il cui volo si svolga in spazio aereo di classe E e G;
4. voli VFR notturni che effettuano voli locali in continuo contatto radio con lo stesso ente ATS dell'aeroporto interessato.

### Tempi di presentazione
Il piano di volo deve essere presentato:
- almeno 3 ore prima dell'EOBT (Estimated Off Block Time) per i voli IFR e misti;
- almeno 60 minuti prima dell'EOBT per i voli VFR e VFR notturni;
- senza limiti di tempo per voli soggetti ad atti illeciti, di ricerca e soccorso, sanitari e di capi di Stato.

### Modalità di presentazione
Se il volo ha origine da un aeroporto italiano sotto giurisdizione di Enav è possibile inviare un piano di volo per via telefonica chiamando il CBO di competenza, utilizzando il servizio di Self Briefing, attraverso il modulo online oppure compilando, firmando e inviando tramite e-mail o fax il modello ICAO FPL.

## Compilazione
La compilazione del piano di volo, come mostrato nell'immagine che illustra il modello standard, si suddivide in tre sezioni essenziali: una prima a cura dell'ente ATS, la seconda che contiene tutte le informazioni sul volo in questione ed una terza con informazioni supplementari, particolarmente finalizzate al servizio SAR.
| Campo                                                                    | Descrizione                                                                                       | Valori |
| Prima parte - informazioni dei servizi ATS (a cura dell'ente ATS)        | Prima parte - informazioni dei servizi ATS (a cura dell'ente ATS)                                 | Prima parte - informazioni dei servizi ATS (a cura dell'ente ATS) |
| ------------------------------------------------------------------------ | ------------------------------------------------------------------------------------------------- | --- |
| Priorità                                                                 | Indica la priorità del messaggio nella rete AFTN, è un valore prestabilito                        | FF - Messaggio di regolarità del volo |
| Destinatari                                                              | Indirizzi degli enti ATS interessati dal piano di volo                                            | |
| Orario di presentazione                                                  | Giorno e ora di presentazione del piano di volo                                                   | gg:hh:mm (UTC) |
| Mittente                                                                 | Ente ATS mittente                                                                                 | |
| Identificazione del destinatario(i) e/o del mittente                     | Informazioni supplementari riguardo ai destinatari                                                | |
| Seconda parte - informazioni essenziali                                  |                                                                                                   | |
| Tipo di messaggio                                                        | Tipologia del messaggio (Piano di volo), è un valore prestabilito                                 | FPL - Flight Plan |
| Identificazione aeromobile                                               | Marche di immatricolazione o numero di volo                                                       | es: IABCD o ABC1234 (solo lettere e/o numeri) |
| Regole del volo                                                          | Indica le regole secondo cui il volo verrà condotto                                               | I - IFR V - VFR Z - da VFR a IFR Y - da IFR a VFR |
| Tipo di volo                                                             | Indica la natura del volo                                                                         | S - volo schedulato N - volo non schedulato G - volo di aviazione generale M - volo militare X - volo di altra natura (da specificare nella casella altre informazioni) |
| Numero                                                                   | Numero di velivoli a cui si riferisce il piano di volo                                            | più di 1 se il volo è in formazione (specificare l'immatricolazione degli altri velivoli nella casella altre informazioni) |
| Tipo di aeromobile                                                       | Codice ICAO a 4 lettere che identifica l'aeromobile                                               | es: A320 per l'Airbus A320 ZZZZ se l'aeromobile non ha un codice proprio (nome da specificare nella casella altre informazioni) |
| Categoria di turbolenza di scia                                          | Indica la turbolenza causata dal passaggio dell'aeromobile                                        | L - Light (leggero) con MTOW inferiore a 7 000 kg M - Medium (medio) con MTOW compreso tra 7 000 kg e 136 000 kg H - Heavy (pesante) con MTOW superiore a 136 000 kg J - Airbus A380 |
| Equipaggiamento                                                          | Strumentazione di navigazione e comunicazione a bordo dell'aeromobile                             | A-GBAS B-LPV (APV con SBAS) C-LORAN C D-DME E1-FMC WPR ACARS E2-D-FIS ACARS E3-PDC ACARS F-ADF G-GNSS. Se una porzione qualunque del volo è condotta in IFR, fa riferimento a ricevitori GNSS Annesso 10, Volume I H-HF RTF I-Navigazione inerziale J1-CPDLC (Controller Pilot Data Link Communications) ATN VDL Mode 2 J2-CPDLC FANS 1/A HFDL J3-CPDLC FANS 1/A VDL Mode A J4-CPDLC FANS 1/A VDL Mode 2 J5-CPDLC FANS 1/A SATCOM (INMARSAT) J6-CPDLC FANS 1/A SATCOM (MTSAT) J7- CPDLC FANS 1/A SATCOM (iridium) K-MLS L-ILS M1-ATC SATVOICE (INMARSAT) M2-ATC SATVOICE (MTSAT) M3-ATC SATVOICE (iridium) O-VOR P1-CPDLC RCP 400 P2-CPDLC RCP 240 P3-SATVOICE RCP 400 P4-P9- riservato per RCP R- approvato PBN T-TACAN U-UHF V-VHF W-approvato RVSM X-approvato MNPS Y- VHF con spaziatura 8,33 kHz Z- altri equipaggiamenti |
| Equipaggiamento                                                          | Tipo di transponder presente a bordo                                                              | N - Nessuno o inutilizzabile A - Modo A C - Modo A e modo C X - Modo S senza identificazione e livello di volo P - Modo S senza identificazione I - Modo S senza livello di volo S - Modo S E- Modo S più ADS-B H- Modo S più EHS L-Modo S più ADS-B e EHS B1 ADS-B con capacità dedicata 1 090 MHz ADS-B “out” B2 ADS-B con capacità dedicata 1 090 MHz ADS-B “out” and “in” U1 ADS-B con capacità “out” utilizzando UAT U2 ADS-B con capacità “out” e “in” utilizzando UAT V1 ADS-B con capacità “out” utilizzando VDL Mode 4 V2 ADS-B con capacità “out” and “in” utilizzando VDL Mode 4 D1 ADS-C con capacità FANS 1/A G1 ADS-C con capacità ATN |
| Aeroporto di partenza                                                    | Codice a 4 lettere ICAO                                                                           | es: LIMF - Aeroporto di Torino-Caselle ZZZZ se l'aeroporto non ha un codice ICAO (nome da specificare nella casella altre informazioni) AFIL- se compilato in volo |
| Orario                                                                   | EOBT (Estimated Off-Block Time) orario previsto di inizio del rullaggio                           | hh:mm (UTC) |
| Velocità di crociera                                                     | Velocità a cui si stima di condurre il volo                                                       | K 0000 - in km/h N 0000 - in kt M 000 - in numero di Mach |
| Livello                                                                  | Altitudine o livello di volo pianificata                                                          | F 000 - livello di volo in centinaia di ft A 000 - altitudine in centinaia di ft VFR - volando in condizioni VMC |
| Rotta                                                                    | Indica la rotta scelta                                                                            | |
| Aeroporto di destinazione                                                | Codice a 4 lettere ICAO                                                                           | come per l'aeroporto di partenza |
| Durata totale prevista                                                   | Total EET (Total Estimated Elapsed Time) dal momento del decollo al punto di inizio avvicinamento | hh:mm |
| Aeroporto alternato                                                      | Codice a 4 lettere ICAO                                                                           | come per l'aeroporto di partenza |
| Secondo aeroporto alternato                                              | Codice a 4 lettere ICAO                                                                           | come per l'aeroporto di partenza |
| Altre informazioni                                                       | Eventuali informazioni supplementari in chiaro, inerenti al volo in questione                     | RFP/... - Piano di volo sostitutivo EET/... - Estimated Elapsed Time (tempo stimato prima dell'attraversamento dei confini nazionali) RIF/... - Cambi di rotta o di aeroporto di destinazione REG/... - Marche di immatricolazione per più aeromobili SEL/... - Codice SELCAL OPR/... - Operatore (es: compagnia aerea) STS/... - Status del volo (se si è inserito X in tipo di volo) TYP/... - Tipo di aeromobile (se si è inserito ZZZZ in tipo di aeromobile) PER/... - Permessi ed autorizzazioni permanenti PPR/... - Permessi ed autorizzazioni specifiche COM/... - Equipaggiamento di comunicazione (oltre a quello già inserito nella casella equipaggiamento) NAV/... - Equipaggiamento di navigazione (oltre a quello già inserito nella casella equipaggiamento) DEP/... - Aeroporto di partenza (se si è inserito ZZZZ in aeroporto di partenza) DEST/... - Aeroporto di destinazione (se si è inserito ZZZZ in aeroporto di destinazione) ALTN/... - Aeroporto alternato (se si è inserito ZZZZ in aeroporto alternato) RALT/... - Aeroporto alternato in rotta RMK/... - Note in chiaro da parte del pilota |
| Terza parte - informazioni utili per le operazioni di ricerca e soccorso |                                                                                                   | |
| Autonomia                                                                | Autonomia oraria dell'aeromobile                                                                  | hh:mm |
| Persone a bordo                                                          | Numero di persone a bordo (incluso l'equipaggio)                                                  | TBN- nel caso il numero al momento della partenza non sia noto |
| Radio di emergenza                                                       | Tipo di radio di emergenza                                                                        | U - UHF V - VHF E - Elba (ELT) |
| Equipaggiamento di sopravvivenza                                         | Tipo di equipaggiamento di sopravvivenza                                                          | P - Polare D - Per deserto M - Marittimo J - Per giungla |
| Giubbetti di salvataggio                                                 | Equipaggiamento dei giubbetti di salvataggio (se presenti)                                        | J - Giubbetti presenti L - Con dispositivi luminosi F - Fluorescenti U - Con segnalatore UHF V - Con segnalatore VHF |
| Canotti                                                                  | Numero, capacità, copertura (se presente) e colore                                                | |
| Colore contrassegni dell'aeromobile                                      | Livrea dell'aeromobile                                                                            | |
| Note                                                                     | Eventuali informazioni supplementari                                                              | Casella dedicata a ulteriori note riguardanti l'equipaggiamento di emergenza |
| Comandante                                                               | Nome del PIC (Pilot in Command)                                                                   | |

## Chiusura
La presentazione di un riporto di arrivo per la chiusura del piano di volo non è richiesta dopo l’atterraggio in un aeroporto sede di ente ATS. Negli altri casi, per qualsiasi volo per il quale è stato presentato un piano di volo fino all’aeroporto di destinazione, è necessario riportare l’arrivo ad un Ente ATS (per esempio ATC, FIC o ARO-CBO) per la chiusura.
È importante procedere al riporto di arrivo al fine di evitare l’attivazione di procedure di emergenza.